# Leon Sikorski
Leon Sikorski (ur. 1828 w Krotoszynie, zm. 1908 w Kielcach) – cywilny naczelnik powiatu sieradzkiego w powstaniu styczniowym, lekarz, polski działacz społeczny i filantrop, ziemianin.
Ukończył gimnazjum w Poznaniu, studia medyczne odbywał w Krakowie i Wiedniu. W 1855 osiadł w Królestwie jako lekarz praktykujący. Praktykę lekarską prowadził początkowo w Zduńskiej Woli, następnie w Łodzi.
W 1863 w chwili wybuchu powstania styczniowego został powołany na członka Rządu Narodowego i cywilnego naczelnika powiatu sieradzkiego.
Leon Sikorski pełnił ponadto funkcję wiceprezesa Towarzystwa Lekarskiego w Łodzi. Poza pracą zawodową udzielał się czynnie społecznie i filantropijnie.